# Coppa Sudamericana 2024
La Coppa Sudamericana 2024 è stata la 23ª edizione della Coppa Sudamericana. Al torneo hanno partecipato 56 squadre provenienti dalle 10 federazioni della CONMEBOL. Il torneo è iniziato il 5 marzo 2024 ed è terminato il 24 novembre 2024 con la finale disputatasi allo stadio General Pablo Rojas di Asunción.
Il trofeo è stato vinto dal Racing Club, al suo primo successo nella competizione, che ha sconfitto in finale i brasiliani del Cruzeiro.
La squadra vincitrice ha ottenuto il diritto di disputare la Coppa Libertadores 2025 e la Recopa Sudamericana 2025 (quest'ultima contro la vincente della Coppa Libertadores 2024).

## Squadre partecipanti
Al torneo hanno partecipato 56 squadre appartenenti alle 10 federazioni della CONMEBOL, e i criteri di qualificazione sono determinati dalle singole federazioni nazionali.
| Nazione               | Squadra                        | Qualificazione |
| --------------------- | ------------------------------ | --- |
| Argentina (6 squadre) | Boca Juniors (ARG 1)           | Migliore squadra nella classifica aggregata di Liga Profesional 2023 e Copa de la Liga Profesional 2023 non qualificata per la Coppa Libertadores         |
| Argentina (6 squadre) | Racing Club (ARG 2)            | Seconda migliore squadra nella classifica aggregata di Liga Profesional 2023 e Copa de la Liga Profesional 2023 non qualificata per la Coppa Libertadores |
| Argentina (6 squadre) | Defensa y Justicia (ARG 3)     | Terza migliore squadra nella classifica aggregata di Liga Profesional 2023 e Copa de la Liga Profesional 2023 non qualificata per la Coppa Libertadores   |
| Argentina (6 squadre) | Lanús (ARG 4)                  | Quarta migliore squadra nella classifica aggregata di Liga Profesional 2023 e Copa de la Liga Profesional 2023 non qualificata per la Coppa Libertadores  |
| Argentina (6 squadre) | Belgrano (ARG 5)               | Quinta migliore squadra nella classifica aggregata di Liga Profesional 2023 e Copa de la Liga Profesional 2023 non qualificata per la Coppa Libertadores  |
| Argentina (6 squadre) | Argentinos Juniors (ARG 6)     | Sesta migliore squadra nella classifica aggregata di Liga Profesional 2023 e Copa de la Liga Profesional 2023 non qualificata per la Coppa Libertadores   |
| Bolivia (4 squadre)   | Wilstermann (BOL 1)            | Finalista della Copa de la División Profesional 2023 |
| Bolivia (4 squadre)   | Nacional Potosí (BOL 2)        | Migliore squadra della Primera División 2023 non qualificata per la Coppa Libertadores                                                                    |
| Bolivia (4 squadre)   | Real Tomayapo (BOL 3)          | 2ª squadra della Primera División 2023 non qualificata per la Coppa Libertadores                                                                          |
| Bolivia (4 squadre)   | Universitario Vinto (BOL 4)    | 3ª squadra della Primera División 2023 non qualificata per la Coppa Libertadores                                                                          |
| Brasile (6 squadre)   | Athl. Paranaense (BRA 1)       | 8ª classificata nel Campeonato Brasileiro Série A 2023 |
| Brasile (6 squadre)   | Internacional (BRA 2)          | 9ª classificata nel Campeonato Brasileiro Série A 2023 |
| Brasile (6 squadre)   | Fortaleza (BRA 3)              | 10ª classificata nel Campeonato Brasileiro Série A 2023                                                                                                   |
| Brasile (6 squadre)   | Cuiabá (BRA 4)                 | 12ª classificata nel Campeonato Brasileiro Série A 2023                                                                                                   |
| Brasile (6 squadre)   | Corinthians (BRA 5)            | 13ª classificata nel Campeonato Brasileiro Série A 2023                                                                                                   |
| Brasile (6 squadre)   | Cruzeiro (BRA 6)               | 14ª classificata nel Campeonato Brasileiro Série A 2023                                                                                                   |
| Cile (4 squadre)      | Coquimbo Unido (CIL 1)         | 5ª classificata nella Primera División 2023 |
| Cile (4 squadre)      | Everton (CIL 2)                | 6ª classificata nella Primera División 2023 |
| Cile (4 squadre)      | Universidad Católica (CIL 3)   | 7ª classificata nella Primera División 2023 |
| Cile (4 squadre)      | Unión La Calera (CIL 4)        | 8ª classificata nella Primera División 2023 |
| Colombia (4 squadre)  | Independiente Medellín (COL 1) | Migliore squadra non qualificata alla Coppa Libertadores nella classifica unita della Categoría Primera A 2023                                            |
| Colombia (4 squadre)  | América de Cali (COL 2)        | 2ª migliore squadra non qualificata nella classifica unita della Categoría Primera A 2023                                                                 |
| Colombia (4 squadre)  | Deportes Tolima (COL 3)        | 3ª migliore squadra non qualificata alla Coppa Libertadores nella classifica unita della Categoría Primera A 2023                                         |
| Colombia (4 squadre)  | Alianza (COL 4)                | 4ª migliore squadra non qualificata alla Coppa Libertadores nella classifica unita della Categoría Primera A 2023                                         |
| Ecuador (4 squadre)   | Delfín (ECU 1)                 | Miglior squadra non qualificata per la Coppa Libertadores della Primera Categoría Serie A 2023                                                            |
| Ecuador (4 squadre)   | Universidad Católica (ECU 2)   | 2ª miglior squadra non qualificata per la Coppa Libertadores della Primera Categoría Serie A 2023                                                         |
| Ecuador (4 squadre)   | Téc. Universitario (ECU 3)     | 3ª miglior squadra non qualificata per la Coppa Libertadores della Primera Categoría Serie A 2023                                                         |
| Ecuador (4 squadre)   | Deportivo Cuenca (ECU 4)       | 4ª miglior squadra non qualificata per la Coppa Libertadores della Primera Categoría Serie A 2023                                                         |
| Paraguay (4 squadre)  | Guaraní (PAR 1)                | 5ª classificata nella classifica unita della División Profesional 2023                                                                                    |
| Paraguay (4 squadre)  | Olimpia (PAR 2)                | 6ª classificata nella classifica unita della División Profesional 2023                                                                                    |
| Paraguay (4 squadre)  | Sportivo Ameliano (PAR 3)      | 7ª classificata nella classifica unita della División Profesional 2023                                                                                    |
| Paraguay (4 squadre)  | Sp. Luqueño (PAR 4)            | 8ª classificata nella classifica unita della División Profesional 2023                                                                                    |
| Perù (4 squadre)      | Sport Huancayo (PER 1)         | 5ª classificata nella Liga 1 2023 |
| Perù (4 squadre)      | ADT (PER 2)                    | 6ª classificata nella Liga 1 2023 |
| Perù (4 squadre)      | Deportivo Garcilaso (PER 3)    | 7ª classificata nella Liga 1 2023 |
| Perù (4 squadre)      | U. César Vallejo (PER 4)       | 8ª classificata nella Liga 1 2023 |
| Uruguay (4 squadre)   | Montevideo Wanderers (URU 1)   | Migliore classificata nella classifica unita della Primera División Profesional de Uruguay 2023 non qualificata alla Coppa Libertadores                   |
| Uruguay (4 squadre)   | Racing Montevideo (URU 2)      | 2ª migliore classificata nella classifica unita della Primera División 2023                                                                               |
| Uruguay (4 squadre)   | Cerro Largo (URU 3)            | 3ª migliore classificata nella classifica unita della Primera División 2023                                                                               |
| Uruguay (4 squadre)   | Danubio (URU 4)                | 4ª migliore classificata nella classifica unita della Primera División 2023                                                                               |
| Venezuela (4 squadre) | Carabobo (VEN 1)               | 5ª classificata nella Primera División 2023 |
| Venezuela (4 squadre) | Dep. La Guaira (VEN 2)         | 6ª classificata nella Primera División 2023 |
| Venezuela (4 squadre) | Metropolitanos (VEN 3)         | 7ª classificata nella Primera División 2023 |
| Venezuela (4 squadre) | Rayo Zuliano (VEN 4)           | 8ª classificata nella Primera División 2023 |

Ulteriori 12 squadre sono state trasferite dalla Coppa Libertadores 2024.
| Fase                         | Squadra                 | Qualificazione                                                |
| ---------------------------- | ----------------------- | ------------------------------------------------------------- |
| Fase a gruppi (8 squadre)    | Cerro Porteño           | 3ª posizione nel gruppo A della Coppa Libertadores 2024       |
| Fase a gruppi (8 squadre)    | Barcelona SC            | 3ª posizione nel gruppo B della Coppa Libertadores 2024       |
| Fase a gruppi (8 squadre)    | Huachipato              | 3ª posizione nel gruppo C della Coppa Libertadores 2024       |
| Fase a gruppi (8 squadre)    | LDU Quito               | 3ª posizione nel gruppo D della Coppa Libertadores 2024       |
| Fase a gruppi (8 squadre)    | Palestino               | 3ª posizione nel gruppo E della Coppa Libertadores 2024       |
| Fase a gruppi (8 squadre)    | Independiente del Valle | 3ª posizione nel gruppo F della Coppa Libertadores 2024       |
| Fase a gruppi (8 squadre)    | Rosario Central         | 3ª posizione nel gruppo G della Coppa Libertadores 2024       |
| Fase a gruppi (8 squadre)    | Libertad                | 3ª posizione nel gruppo H della Coppa Libertadores 2024       |
| Fase preliminare (4 squadre) | Bragantino              | Sconfitta nella terza fase della Coppa Libertadores 2024 (E1) |
| Fase preliminare (4 squadre) | Nacional                | Sconfitta nella terza fase della Coppa Libertadores 2024 (E2) |
| Fase preliminare (4 squadre) | Always Ready            | Sconfitta nella terza fase della Coppa Libertadores 2024 (E3) |
| Fase preliminare (4 squadre) | Sportivo Trinidense     | Sconfitta nella terza fase della Coppa Libertadores 2024 (E4) |

## Date
Il programma della competizione è il seguente.
| Fase                        | Turno            | Sorteggio        | Andata               | Ritorno              |                  |
| --------------------------- | ---------------- | ---------------- | -------------------- | -------------------- | ---------------- |
| Prima fase                  | -                | 19 dicembre 2023 | 5-7 marzo 2024       | 5-7 marzo 2024       |                  |
| Fase a gruppi               | Prima giornata   | 18 marzo 2024    | 2-4 aprile 2024      | 2-4 aprile 2024      |                  |
| Fase a gruppi               | Seconda giornata | 18 marzo 2024    | 9-11 aprile 2024     | 9-11 aprile 2024     |                  |
| Fase a gruppi               | Terza giornata   | 18 marzo 2024    | 23-25 aprile 2024    | 23-25 aprile 2024    |                  |
| Fase a gruppi               | Quarta giornata  | 18 marzo 2024    | 7-9 maggio 2024      | 7-9 maggio 2024      |                  |
| Fase a gruppi               | Quinta giornata  | 18 marzo 2024    | 14-16 maggio 2024    | 14-16 maggio 2024    |                  |
| Fase a gruppi               | Sesta giornata   | 18 marzo 2024    | 28-30 maggio 2024    | 28-30 maggio 2024    |                  |
| Fase a eliminazione diretta | Spareggi         | -                | 16-18 luglio 2024    | 23-25 luglio 2024    |                  |
| Fase a eliminazione diretta | Ottavi di finale | 3 giugno 2024    | 13-15 agosto 2024    | 20-22 agosto 2024    |                  |
| Fase a eliminazione diretta | Quarti di finale | 3 giugno 2024    | 17-19 settembre 2024 | 24-26 settembre 2024 |                  |
| Fase a eliminazione diretta | Semifinali       | 3 giugno 2024    | 23-24 ottobre 2024   | 30-31 ottobre 2024   |                  |
| Fase a eliminazione diretta | Finale           | 3 giugno 2024    | 23 novembre 2024     | 23 novembre 2024     | 23 novembre 2024 |

## Prima fase
Alla prima fase partecipano 32 squadre, ad eccezione delle squadre argentine e brasiliane, che si affrontano in gara unica tra squadre della stessa federazione nazionale. Le 16 squadre vincenti accedono alla fase a gruppi. Il sorteggio per determinare le sfide della prima fase si è tenuto il 19 dicembre 2023. Le partite si sono disputate il 5,6 e 7 marzo 2024.
| Squadra 1            | Risultato       | Squadra 2              |
| -------------------- | --------------- | ---------------------- |
| Universitario Vinto  | 0 - 2           | Nacional Potosí        |
| Real Tomayapo        | 0 - 0 (4-3 dtr) | Wilstermann            |
| Everton              | 0 - 1           | Unión La Calera        |
| Universidad Católica | 0 - 2           | Coquimbo Unido         |
| Deportes Tolima      | 0 - 0 (2-4 dtr) | Independiente Medellín |
| Alianza              | 2 - 1           | América de Cali        |
| Deportivo Cuenca     | 2 - 5           | Delfín                 |
| Téc. Universitario   | 0 - 3           | Universidad Católica   |
| Guaraní              | 0 - 1           | Sp. Luqueño            |
| Sportivo Ameliano    | 2 - 0           | Olimpia                |
| Deportivo Garcilaso  | 0 - 0 (4-3 dtr) | ADT                    |
| U. César Vallejo     | 2 - 0           | Sport Huancayo         |
| Montevideo Wanderers | 0 - 1           | Danubio                |
| Racing Montevideo    | 2 - 0           | Cerro Largo            |
| Carabobo             | 1 - 1 (4-5 dtr) | Metropolitanos         |
| Rayo Zuliano         | 0 - 0 (4-2 dtr) | Dep. La Guaira         |

## Fase a gruppi
Il sorteggio per definire la composizione dei gruppi si è tenuto il 18 marzo 2024 a Luque, in Paraguay.
Le 32 squadre partecipanti sono state divise in 8 gruppi, ciascuno composto da 4 squadre. Ogni squadra gioca con le altre 3 squadre del proprio girone con partite di andata e ritorno. La prima classificata di ogni girone accede direttamente agli ottavi di finale mentre la seconda classificata disputerà uno spareggio con una terza classificata dei gironi di Coppa Libertadores.

### Gruppo A

#### Classifica
| Pos | Squadra                | Pt | G | V | N | P | GF | GS | DG |
| --- | ---------------------- | -- | - | - | - | - | -- | -- | -- |
| 1.  | Independiente Medellín | 13 | 6 | 4 | 1 | 1 | 16 | 7  | +9 |
| 2.  | Always Ready           | 11 | 6 | 3 | 2 | 1 | 10 | 7  | +3 |
| 3.  | Defensa y Justicia     | 5  | 6 | 1 | 2 | 3 | 4  | 8  | -4 |
| 4.  | U. César Vallejo       | 4  | 6 | 1 | 1 | 4 | 6  | 14 | -8 |

#### Risultati
| Squadra 1              | Risultato   | Squadra 2              |
| 1ª giornata            | 1ª giornata | 1ª giornata            |
| ---------------------- | ----------- | ---------------------- |
| U. César Vallejo       | 0 - 1       | Defensa y Justicia     |
| Always Ready           | 2 - 0       | Independiente Medellín |
| 2ª giornata            |             |                        |
| Defensa y Justicia     | 1 - 1       | Always Ready           |
| Independiente Medellín | 4 - 2       | U. César Vallejo       |
| 3ª giornata            |             |                        |
| Always Ready           | 2 - 0       | U. César Vallejo       |
| Independiente Medellín | 2 - 1       | Defensa y Justicia     |
| 4ª giornata            |             |                        |
| U. César Vallejo       | 1 - 5       | Independiente Medellín |
| Always Ready           | 3 - 0       | Defensa y Justicia     |
| 5ª giornata            |             |                        |
| Defensa y Justicia     | 1 - 1       | Independiente Medellín |
| U. César Vallejo       | 2 - 2       | Always Ready           |
| 6ª giornata            |             |                        |
| Defensa y Justicia     | 0 - 1       | U. César Vallejo       |
| Independiente Medellín | 4 - 0       | Always Ready           |

### Gruppo B

#### Classifica
| Pos | Squadra              | Pt | G | V | N | P | GF | GS | DG |
| --- | -------------------- | -- | - | - | - | - | -- | -- | -- |
| 1.  | Cruzeiro             | 12 | 6 | 3 | 3 | 0 | 8  | 3  | +5 |
| 2.  | Universidad Católica | 11 | 6 | 3 | 2 | 1 | 8  | 2  | +6 |
| 3.  | Alianza              | 5  | 6 | 1 | 2 | 3 | 5  | 10 | -5 |
| 4.  | Unión La Calera      | 4  | 6 | 1 | 1 | 4 | 1  | 7  | -6 |

#### Risultati
| Squadra 1            | Risultato   | Squadra 2            |
| 1ª giornata          | 1ª giornata | 1ª giornata          |
| -------------------- | ----------- | -------------------- |
| Alianza              | 0 - 1       | Unión La Calera      |
| Universidad Católica | 0 - 0       | Cruzeiro             |
| 2ª giornata          |             |                      |
| Unión La Calera      | 0 - 1       | Universidad Católica |
| Cruzeiro             | 3 - 3       | Alianza              |
| 3ª giornata          |             |                      |
| Unión La Calera      | 0 - 0       | Cruzeiro             |
| Alianza              | 1 - 3       | Universidad Católica |
| 4ª giornata          |             |                      |
| Alianza              | 0 - 3       | Cruzeiro             |
| Universidad Católica | 4 - 0       | Unión La Calera      |
| 5ª giornata          |             |                      |
| Cruzeiro             | 1 - 0       | Unión La Calera      |
| Universidad Católica | 0 - 0       | Alianza              |
| 6ª giornata          |             |                      |
| Cruzeiro             | 1 - 0       | Universidad Católica |
| Unión La Calera      | 0 - 1       | Alianza              |

### Gruppo C

#### Classifica
| Pos | Squadra       | Pt | G | V | N | P | GF | GS | DG |
| --- | ------------- | -- | - | - | - | - | -- | -- | -- |
| 1.  | Belgrano      | 12 | 6 | 3 | 3 | 0 | 7  | 3  | +4 |
| 2.  | Internacional | 11 | 6 | 3 | 2 | 1 | 6  | 3  | +3 |
| 3.  | Delfín        | 8  | 6 | 2 | 2 | 2 | 9  | 8  | +1 |
| 4.  | Real Tomayapo | 1  | 6 | 0 | 1 | 5 | 3  | 11 | -8 |

#### Risultati
| Squadra 1     | Risultato   | Squadra 2     |
| 1ª giornata   | 1ª giornata | 1ª giornata   |
| ------------- | ----------- | ------------- |
| Belgrano      | 0 - 0       | Internacional |
| Real Tomayapo | 0 - 2       | Delfín        |
| 2ª giornata   |             |               |
| Internacional | 0 - 0       | Real Tomayapo |
| Delfín        | 1 - 1       | Belgrano      |
| 3ª giornata   |             |               |
| Real Tomayapo | 0 - 2       | Belgrano      |
| Delfín        | 1 - 2       | Internacional |
| 4ª giornata   |             |               |
| Real Tomayapo | 0 - 2       | Internacional |
| Belgrano      | 1 - 1       | Delfín        |
| 5ª giornata   |             |               |
| Internacional | 1 - 0       | Delfín        |
| Belgrano      | 1 - 0       | Real Tomayapo |
| 6ª giornata   |             |               |
| Internacional | 1 - 2       | Belgrano      |
| Delfín        | 4 - 3       | Real Tomayapo |

### Gruppo D

#### Classifica
| Pos | Squadra             | Pt | G | V | N | P | GF | GS | DG |
| --- | ------------------- | -- | - | - | - | - | -- | -- | -- |
| 1.  | Fortaleza           | 13 | 6 | 4 | 1 | 1 | 15 | 8  | +7 |
| 2.  | Boca Juniors        | 11 | 6 | 3 | 2 | 1 | 10 | 6  | +4 |
| 3.  | Nacional Potosí     | 7  | 6 | 2 | 1 | 3 | 6  | 13 | -7 |
| 4.  | Sportivo Trinidense | 3  | 6 | 1 | 0 | 5 | 5  | 9  | -4 |

#### Risultati
| Squadra 1           | Risultato   | Squadra 2           |
| 1ª giornata         | 1ª giornata | 1ª giornata         |
| ------------------- | ----------- | ------------------- |
| Sportivo Trinidense | 0 - 2       | Fortaleza           |
| Nacional Potosí     | 0 - 0       | Boca Juniors        |
| 2ª giornata         |             |                     |
| Boca Juniors        | 1 - 0       | Sportivo Trinidense |
| Fortaleza           | 5 - 0       | Nacional Potosí     |
| 3ª giornata         |             |                     |
| Sportivo Trinidense | 2 - 0       | Nacional Potosí     |
| Fortaleza           | 4 - 2       | Boca Juniors        |
| 4ª giornata         |             |                     |
| Nacional Potosí     | 4 - 1       | Fortaleza           |
| Sportivo Trinidense | 1 - 2       | Boca Juniors        |
| 5ª giornata         |             |                     |
| Nacional Potosí     | 2 - 1       | Sportivo Trinidense |
| Boca Juniors        | 1 - 1       | Fortaleza           |
| 6ª giornata         |             |                     |
| Boca Juniors        | 4 - 0       | Nacional Potosí     |
| Fortaleza           | 2 - 1       | Sportivo Trinidense |

### Gruppo E

#### Classifica
| Pos | Squadra           | Pt | G | V | N | P | GF | GS | DG  |
| --- | ----------------- | -- | - | - | - | - | -- | -- | --- |
| 1.  | Sportivo Ameliano | 13 | 6 | 4 | 1 | 1 | 9  | 5  | +4  |
| 2.  | Athl. Paranaense  | 12 | 6 | 4 | 0 | 2 | 17 | 5  | +12 |
| 3.  | Danubio           | 8  | 6 | 2 | 2 | 2 | 5  | 4  | +1  |
| 4.  | Rayo Zuliano      | 1  | 6 | 0 | 1 | 5 | 1  | 18 | -17 |

#### Risultati
| Squadra 1         | Risultato   | Squadra 2         |
| 1ª giornata       | 1ª giornata | 1ª giornata       |
| ----------------- | ----------- | ----------------- |
| Sportivo Ameliano | 1 - 4       | Athl. Paranaense  |
| Rayo Zuliano      | 0 - 2       | Danubio           |
| 2ª giornata       |             |                   |
| Danubio           | 0 - 0       | Sportivo Ameliano |
| Athl. Paranaense  | 6 - 0       | Rayo Zuliano      |
| 3ª giornata       |             |                   |
| Danubio           | 0 - 1       | Athl. Paranaense  |
| Rayo Zuliano      | 0 - 4       | Sportivo Ameliano |
| 4ª giornata       |             |                   |
| Sportivo Ameliano | 2 - 1       | Danubio           |
| Rayo Zuliano      | 1 - 5       | Athl. Paranaense  |
| 5ª giornata       |             |                   |
| Sportivo Ameliano | 1 - 0       | Rayo Zuliano      |
| Athl. Paranaense  | 1 - 2       | Danubio           |
| 6ª giornata       |             |                   |
| Athl. Paranaense  | 0 - 1       | Sportivo Ameliano |
| Danubio           | 0 - 0       | Rayo Zuliano      |

### Gruppo F

#### Classifica
| Pos | Squadra            | Pt | G | V | N | P | GF | GS | DG  |
| --- | ------------------ | -- | - | - | - | - | -- | -- | --- |
| 1.  | Corinthians        | 13 | 6 | 4 | 1 | 1 | 14 | 2  | +12 |
| 2.  | Racing Montevideo  | 11 | 6 | 3 | 2 | 1 | 10 | 8  | +2  |
| 3.  | Argentinos Juniors | 9  | 6 | 3 | 0 | 3 | 7  | 12 | -5  |
| 4.  | Nacional           | 1  | 6 | 0 | 1 | 5 | 6  | 15 | -9  |

#### Risultati
| Squadra 1          | Risultato   | Squadra 2          |
| 1ª giornata        | 1ª giornata | 1ª giornata        |
| ------------------ | ----------- | ------------------ |
| Nacional           | 2 - 3       | Argentinos Juniors |
| Racing Montevideo  | 1 - 1       | Corinthians        |
| 2ª giornata        |             |                    |
| Argentinos Juniors | 0 - 3       | Racing Montevideo  |
| Corinthians        | 4 - 0       | Nacional           |
| 3ª giornata        |             |                    |
| Argentinos Juniors | 1 - 0       | Corinthians        |
| Nacional           | 2 - 2       | Racing Montevideo  |
| 4ª giornata        |             |                    |
| Racing Montevideo  | 2 - 1       | Argentinos Juniors |
| Nacional           | 0 - 2       | Corinthians        |
| 5ª giornata        |             |                    |
| Racing Montevideo  | 2 - 1       | Nacional           |
| Corinthians        | 4 - 0       | Argentinos Juniors |
| 6ª giornata        |             |                    |
| Corinthians        | 3 - 0       | Racing Montevideo  |
| Argentinos Juniors | 2 - 1       | Nacional           |

### Gruppo G

#### Classifica
| Pos | Squadra             | Pt | G | V | N | P | GF | GS | DG  |
| --- | ------------------- | -- | - | - | - | - | -- | -- | --- |
| 1.  | Lanús               | 13 | 6 | 4 | 1 | 1 | 12 | 3  | +9  |
| 2.  | Cuiabá              | 12 | 6 | 3 | 3 | 0 | 9  | 3  | +6  |
| 3.  | Deportivo Garcilaso | 6  | 6 | 1 | 3 | 2 | 7  | 9  | -2  |
| 4.  | Metropolitanos      | 1  | 6 | 0 | 1 | 5 | 3  | 16 | -13 |

#### Risultati
| Squadra 1           | Risultato   | Squadra 2           |
| 1ª giornata         | 1ª giornata | 1ª giornata         |
| ------------------- | ----------- | ------------------- |
| Cuiabá              | 1 - 1       | Lanús               |
| Deportivo Garcilaso | 3 - 2       | Metropolitanos      |
| 2ª giornata         |             |                     |
| Metropolitanos      | 0 - 2       | Cuiabá              |
| Lanús               | 2 - 1       | Deportivo Garcilaso |
| 3ª giornata         |             |                     |
| Deportivo Garcilaso | 1 - 1       | Cuiabá              |
| Metropolitanos      | 0 - 2       | Lanús               |
| 4ª giornata         |             |                     |
| Cuiabá              | 3 - 0       | Metropolitanos      |
| Deportivo Garcilaso | 0 - 2       | Lanús               |
| 5ª giornata         |             |                     |
| Lanús               | 5 - 0       | Metropolitanos      |
| Cuiabá              | 1 - 1       | Deportivo Garcilaso |
| 6ª giornata         |             |                     |
| Lanús               | 0 - 1       | Cuiabá              |
| Metropolitanos      | 1 - 1       | Deportivo Garcilaso |

### Gruppo H

#### Classifica
| Pos | Squadra        | Pt | G | V | N | P | GF | GS | DG  |
| --- | -------------- | -- | - | - | - | - | -- | -- | --- |
| 1.  | Racing Club    | 15 | 6 | 5 | 0 | 1 | 14 | 3  | +11 |
| 2.  | Bragantino     | 13 | 6 | 4 | 1 | 1 | 9  | 8  | +1  |
| 3.  | Coquimbo Unido | 5  | 6 | 1 | 2 | 3 | 3  | 7  | -4  |
| 4.  | Sp. Luqueño    | 1  | 6 | 0 | 1 | 5 | 3  | 11 | -8  |

#### Risultati
| Squadra 1      | Risultato   | Squadra 2      |
| 1ª giornata    | 1ª giornata | 1ª giornata    |
| -------------- | ----------- | -------------- |
| Bragantino     | 1 - 0       | Coquimbo Unido |
| Sp. Luqueño    | 0 - 2       | Racing Club    |
| 2ª giornata    |             |                |
| Racing Club    | 3 - 0       | Bragantino     |
| Coquimbo Unido | 1 - 0       | Sp. Luqueño    |
| 3ª giornata    |             |                |
| Coquimbo Unido | 1 - 2       | Racing Club    |
| Bragantino     | 2 - 1       | Sp. Luqueño    |
| 4ª giornata    |             |                |
| Sp. Luqueño    | 0 - 0       | Coquimbo Unido |
| Bragantino     | 2 - 1       | Racing Club    |
| 5ª giornata    |             |                |
| Racing Club    | 3 - 0       | Coquimbo Unido |
| Sp. Luqueño    | 2 - 3       | Bragantino     |
| 6ª giornata    |             |                |
| Racing Club    | 3 - 0       | Sp. Luqueño    |
| Coquimbo Unido | 1 - 1       | Bragantino     |

## Fase a eliminazione diretta
La fase a eliminazione diretta include la disputa di spareggi, ottavi di finale, quarti di finale e semifinali, con partite di andata e ritorno. Gli accoppiamenti degli spareggi sono stabiliti in base ad una classifica del rendimento nella fase a gruppi della Coppa Libertadores e Coppa Sudamericana. La prima squadra della classifica affronta l'ultima, la seconda la penultima, la terza la terzultima, la quarta la quartultima e così via. Le seconde di ogni girone di Coppa Sudamericana vengono classificate tra le posizioni 1-8, le terze di ogni girone di Coppa Libertadores tra le posizioni 9-16. Nel sorteggio degli ottavi di finale, tenutosi il 3 giugno 2024, le squadre che hanno superato la fase a gruppi come prime classificate vengono inserite nell'urna delle teste di serie e ordinate in base ai punti conquistati nella fase precedente. In caso di parità di reti segnate dopo le due partite si passa direttamente ai tiri di rigore, senza disputare i tempi supplementari. La finale viene disputata in gara unica e, diversamente dai turni precedenti, in caso di parità dopo i tempi regolamentari sono previsti i tempi supplementari ed eventualmente i tiri di rigore.

### Classifica
| Pos.                                       | Squadra                                    | Pt                                         | G                                          | V                                          | N                                          | P                                          | GF                                         | GS                                         | DR                                         |
| Seconde classificate in Coppa Sudamericana | Seconde classificate in Coppa Sudamericana | Seconde classificate in Coppa Sudamericana | Seconde classificate in Coppa Sudamericana | Seconde classificate in Coppa Sudamericana | Seconde classificate in Coppa Sudamericana | Seconde classificate in Coppa Sudamericana | Seconde classificate in Coppa Sudamericana | Seconde classificate in Coppa Sudamericana | Seconde classificate in Coppa Sudamericana |
| ------------------------------------------ | ------------------------------------------ | ------------------------------------------ | ------------------------------------------ | ------------------------------------------ | ------------------------------------------ | ------------------------------------------ | ------------------------------------------ | ------------------------------------------ | ------------------------------------------ |
| 1.                                         | Bragantino                                 | 13                                         | 6                                          | 4                                          | 1                                          | 1                                          | 9                                          | 8                                          | +1                                         |
| 2.                                         | Athl. Paranaense                           | 12                                         | 6                                          | 4                                          | 0                                          | 2                                          | 17                                         | 5                                          | +12                                        |
| 3.                                         | Cuiabá                                     | 12                                         | 6                                          | 3                                          | 3                                          | 0                                          | 9                                          | 3                                          | +6                                         |
| 4.                                         | Universidad Católica                       | 11                                         | 6                                          | 3                                          | 2                                          | 1                                          | 8                                          | 2                                          | +6                                         |
| 5.                                         | Boca Juniors                               | 11                                         | 6                                          | 3                                          | 2                                          | 1                                          | 10                                         | 6                                          | +4                                         |
| 6.                                         | Always Ready                               | 11                                         | 6                                          | 3                                          | 2                                          | 1                                          | 10                                         | 7                                          | +3                                         |
| 7.                                         | Internacional                              | 11                                         | 6                                          | 3                                          | 2                                          | 1                                          | 6                                          | 3                                          | +3                                         |
| 8.                                         | Racing Montevideo                          | 11                                         | 6                                          | 3                                          | 2                                          | 1                                          | 10                                         | 8                                          | +2                                         |
| Terze classificate in Coppa Libertadores   |                                            |                                            |                                            |                                            |                                            |                                            |                                            |                                            |                                            |
| 9.                                         | Huachipato                                 | 8                                          | 6                                          | 2                                          | 2                                          | 2                                          | 7                                          | 9                                          | -2                                         |
| 10.                                        | Rosario Central                            | 7                                          | 6                                          | 2                                          | 1                                          | 3                                          | 8                                          | 7                                          | +1                                         |
| 11.                                        | LDU Quito                                  | 7                                          | 6                                          | 2                                          | 1                                          | 3                                          | 6                                          | 6                                          | 0                                          |
| 12.                                        | Independiente del Valle                    | 7                                          | 6                                          | 2                                          | 1                                          | 3                                          | 8                                          | 9                                          | -1                                         |
| 13.                                        | Libertad                                   | 7                                          | 6                                          | 2                                          | 1                                          | 3                                          | 7                                          | 8                                          | -1                                         |
| 14.                                        | Palestino                                  | 7                                          | 6                                          | 2                                          | 1                                          | 3                                          | 6                                          | 11                                         | -5                                         |
| 15.                                        | Cerro Porteño                              | 6                                          | 6                                          | 1                                          | 3                                          | 2                                          | 4                                          | 5                                          | -1                                         |
| 16.                                        | Barcelona SC                               | 6                                          | 6                                          | 1                                          | 3                                          | 2                                          | 6                                          | 9                                          | -3                                         |

### Fase a eliminazione diretta
|  | Spareggi                | Spareggi               | Spareggi | Spareggi |       |                  | Ottavi di finale       | Ottavi di finale | Ottavi di finale | Ottavi di finale |                  |             | Quarti di finale | Quarti di finale | Quarti di finale | Quarti di finale |             |   | Semifinali | Semifinali | Semifinali | Semifinali |  |  | Finale | Finale |
|  |                         |                        |          |          |       |                  |                        |                  |                  |                  |                  |             |                  |                  |                  |                  |             |   |            |            |            |            |  |  |        |        |
|  | Rosario Central         | 1                      | 1        | 2        |       |                  | Rosario Central        | 1                | 1                | 2                |                  |             |                  |                  |                  |                  |             |   |            |            |            |            |  |  |        |        |
|  | Internacional           | 0                      | 1        | 1        |       |                  | Fortaleza              | 1                | 3                | 4                |                  |             |                  |                  |                  |                  |             |   |            |            |            |            |  |  |        |        |
|  | Internacional           | 0                      | 1        | 1        |       | Fortaleza        | Fortaleza              | 1                | 3                | 4                | 0                | 0           | 0                |                  |                  |                  |             |   |            |            |            |            |  |  |        |        |
|  |                         |                        |          |          |       |                  |                        |                  |                  |                  | 0                | 0           | 0                |                  |                  |                  |             |   |            |            |            |            |  |  |        |        |
|  |                         | Corinthians            | 2        | 3        | 5     |                  |                        |                  |                  |                  |                  |             |                  |                  |                  |                  |             |   |            |            |            |            |  |  |        |        |
|  | Barcelona SC            | Corinthians            | 2        | 3        | 5     | 1                | 2                      | 3                | Bragantino       | 1                | 2                | 3 (4)       |                  |                  |                  |                  |             |   |            |            |            |            |  |  |        |        |
|  | Barcelona SC            |                        |          |          |       | 1                | 2                      | 3                | Bragantino       | 1                | 2                | 3 (4)       |                  |                  |                  |                  |             |   |            |            |            |            |  |  |        |        |
|  | Bragantino              | 1                      | 3        | 4        |       |                  | Corinthians (dtr)      | 2                | 1                | 3 (5)            |                  |             |                  |                  |                  |                  |             |   |            |            |            |            |  |  |        |        |
|  | Bragantino              | 1                      | 3        | 4        |       |                  |                        |                  |                  | 3 (5)            |                  | Corinthians | 2                | 1                | 3                |                  |             |   |            |            |            |            |  |  |        |        |
|  |                         |                        |          |          |       |                  |                        |                  |                  |                  |                  |             |                  |                  |                  |                  |             |   |            |            |            |            |  |  |        |        |
|  |                         | Racing Club            | 2        | 2        | 4     |                  |                        |                  |                  |                  |                  |             |                  |                  |                  |                  |             |   |            |            |            |            |  |  |        |        |
|  | Cerro Porteño           | Racing Club            | 2        | 2        | 4     | 1                | 1                      | 2                |                  |                  | Athl. Paranaense | 2           | 2                | 4                |                  |                  |             |   |            |            |            |            |  |  |        |        |
|  | Cerro Porteño           |                        |          |          |       | 1                | 1                      | 2                |                  |                  | Athl. Paranaense | 2           | 2                | 4                |                  |                  |             |   |            |            |            |            |  |  |        |        |
|  | Athl. Paranaense        | 1                      | 2        | 3        |       |                  | Belgrano               | 1                | 0                | 1                |                  |             |                  |                  |                  |                  |             |   |            |            |            |            |  |  |        |        |
|  | Athl. Paranaense        | 1                      | 2        | 3        |       | Athl. Paranaense | Belgrano               | 1                | 0                | 1                | 1                | 1           | 2                |                  |                  |                  |             |   |            |            |            |            |  |  |        |        |
|  |                         |                        |          |          |       |                  |                        |                  |                  |                  | 1                | 1           | 2                |                  |                  |                  |             |   |            |            |            |            |  |  |        |        |
|  |                         | Racing Club            | 0        | 4        | 4     |                  |                        |                  |                  |                  |                  |             |                  |                  |                  |                  |             |   |            |            |            |            |  |  |        |        |
|  | Huachipato (dtr)        | Racing Club            | 0        | 4        | 4     | 2                | 1                      | 3 (3)            | Huachipato       | 0                | 1                | 1           |                  |                  |                  |                  |             |   |            |            |            |            |  |  |        |        |
|  | Huachipato (dtr)        |                        |          |          |       | 2                | 1                      | 3 (3)            | Huachipato       | 0                | 1                | 1           |                  |                  |                  |                  |             |   |            |            |            |            |  |  |        |        |
|  | Racing Montevideo       | 3                      | 0        | 3 (0)    |       |                  | Racing Club            | 2                | 6                | 8                |                  |             |                  |                  |                  |                  |             |   |            |            |            |            |  |  |        |        |
|  | Racing Montevideo       | 3                      | 0        | 3 (0)    |       |                  |                        |                  |                  |                  |                  |             |                  |                  |                  |                  | Racing Club | 3 |            |            |            |            |  |  |        |        |
|  |                         |                        |          |          |       |                  |                        |                  |                  |                  |                  |             |                  |                  |                  |                  |             |   |            |            |            |            |  |  |        |        |
|  |                         | Cruzeiro               | 1        |          |       |                  |                        |                  |                  |                  |                  |             |                  |                  |                  |                  |             |   |            |            |            |            |  |  |        |        |
|  | Libertad                | Cruzeiro               | 1        | 2        | 1     | 3                |                        |                  | Libertad (dtr)   | 1                | 0                | 1 (4)       |                  |                  |                  |                  |             |   |            |            |            |            |  |  |        |        |
|  | Libertad                |                        |          | 2        | 1     | 3                |                        |                  | Libertad (dtr)   | 1                | 0                | 1 (4)       |                  |                  |                  |                  |             |   |            |            |            |            |  |  |        |        |
|  | Universidad Católica    | 0                      | 1        | 1        |       |                  | Sportivo Ameliano      | 1                | 0                | 1 (3)            |                  |             |                  |                  |                  |                  |             |   |            |            |            |            |  |  |        |        |
|  | Universidad Católica    | 0                      | 1        | 1        |       | Libertad         | Sportivo Ameliano      | 1                | 0                | 1 (3)            | 0                | 1           | 1                |                  |                  |                  |             |   |            |            |            |            |  |  |        |        |
|  |                         |                        |          |          |       |                  |                        |                  |                  |                  | 0                | 1           | 1                |                  |                  |                  |             |   |            |            |            |            |  |  |        |        |
|  |                         | Cruzeiro               | 2        | 1        | 3     |                  |                        |                  |                  |                  |                  |             |                  |                  |                  |                  |             |   |            |            |            |            |  |  |        |        |
|  | Independiente del Valle | Cruzeiro               | 2        | 1        | 3     | 0                | 0                      | 0                | Boca Juniors     | 1                | 1                | 2 (4)       |                  |                  |                  |                  |             |   |            |            |            |            |  |  |        |        |
|  | Independiente del Valle |                        |          |          |       | 0                | 0                      | 0                | Boca Juniors     | 1                | 1                | 2 (4)       |                  |                  |                  |                  |             |   |            |            |            |            |  |  |        |        |
|  | Boca Juniors            | 0                      | 1        | 1        |       |                  | Cruzeiro (dtr)         | 0                | 2                | 2 (5)            |                  |             |                  |                  |                  |                  |             |   |            |            |            |            |  |  |        |        |
|  | Boca Juniors            | 0                      | 1        | 1        |       |                  |                        |                  |                  | 2 (5)            |                  | Cruzeiro    | 1                | 1                | 2                |                  |             |   |            |            |            |            |  |  |        |        |
|  |                         |                        |          |          |       |                  |                        |                  |                  |                  |                  |             |                  |                  |                  |                  |             |   |            |            |            |            |  |  |        |        |
|  |                         | Lanús                  | 1        | 0        | 1     |                  |                        |                  |                  |                  |                  |             |                  |                  |                  |                  |             |   |            |            |            |            |  |  |        |        |
|  | LDU Quito               | Lanús                  | 1        | 0        | 1     | 3                | 1                      | 4                |                  |                  | LDU Quito        | 1           | 1                | 2                |                  |                  |             |   |            |            |            |            |  |  |        |        |
|  | LDU Quito               |                        |          |          |       | 3                | 1                      | 4                |                  |                  | LDU Quito        | 1           | 1                | 2                |                  |                  |             |   |            |            |            |            |  |  |        |        |
|  | Always Ready            | 0                      | 3        | 3        |       |                  | Lanús                  | 2                | 3                | 5                |                  |             |                  |                  |                  |                  |             |   |            |            |            |            |  |  |        |        |
|  | Always Ready            | 0                      | 3        | 3        |       | Lanús (dtr)      | Lanús                  | 2                | 3                | 5                | 0                | 1           | 1 (6)            |                  |                  |                  |             |   |            |            |            |            |  |  |        |        |
|  |                         |                        |          |          |       |                  |                        |                  |                  |                  | 0                | 1           | 1 (6)            |                  |                  |                  |             |   |            |            |            |            |  |  |        |        |
|  |                         | Independiente Medellín | 0        | 1        | 1 (5) |                  |                        |                  |                  |                  |                  |             |                  |                  |                  |                  |             |   |            |            |            |            |  |  |        |        |
|  | Palestino               | Independiente Medellín | 0        | 1        | 1 (5) | 1                | 2                      | 3                | Palestino        | 2                | 0                | 2           |                  |                  |                  |                  |             |   |            |            |            |            |  |  |        |        |
|  | Palestino               |                        |          |          |       | 1                | 2                      | 3                | Palestino        | 2                | 0                | 2           |                  |                  |                  |                  |             |   |            |            |            |            |  |  |        |        |
|  | Cuiabá                  | 1                      | 1        | 2        |       |                  | Independiente Medellín | 2                | 4                | 6                |                  |             |                  |                  |                  |                  |             |   |            |            |            |            |  |  |        |        |

### Spareggi
Le partite d'andata degli spareggi si sono disputate l'16, 17 e 18 luglio 2024, mentre le partite di ritorno il 23, 24 e 25 luglio 2024.
| Squadra 1               | Totale          | Squadra 2            | Andata | Ritorno |
| ----------------------- | --------------- | -------------------- | ------ | ------- |
| Barcelona SC            | 3 - 4           | Bragantino           | 1 - 1  | 2 - 3   |
| Cerro Porteño           | 2 - 3           | Athl. Paranaense     | 1 - 1  | 1 - 2   |
| Palestino               | 3 - 2           | Cuiabá               | 1 - 1  | 2 - 1   |
| Libertad                | 3 - 1           | Universidad Católica | 2 - 0  | 1 - 1   |
| Independiente del Valle | 0 - 1           | Boca Juniors         | 0 - 0  | 0 - 1   |
| LDU Quito               | 4 - 3           | Always Ready         | 3 - 0  | 1 - 3   |
| Rosario Central         | 2 - 1           | Internacional        | 1 - 0  | 1 - 1   |
| Huachipato              | 3 - 3 (3-0 dtr) | Racing Montevideo    | 2 - 3  | 1 - 0   |

### Ottavi di finale
Le partite d'andata degli ottavi di finale si sono disputate il 13, 14 e 15 agosto 2024, mentre le partite di ritorno il 20, 21 e 22 agosto 2024.
| Squadra 1        | Totale          | Squadra 2              | Andata | Ritorno |
| ---------------- | --------------- | ---------------------- | ------ | ------- |
| Rosario Central  | 2 - 4           | Fortaleza              | 1 - 1  | 1 - 3   |
| Libertad         | 1 - 1 (4-3 dtr) | Sportivo Ameliano      | 1 - 1  | 0 - 0   |
| LDU Quito        | 2 - 5           | Lanús                  | 1 - 2  | 1 - 3   |
| Huachipato       | 1 - 8           | Racing Club            | 0 - 2  | 1 - 6   |
| Athl. Paranaense | 4 - 1           | Belgrano               | 2 - 1  | 2 - 0   |
| Palestino        | 2 - 6           | Independiente Medellín | 2 - 2  | 0 - 4   |
| Boca Juniors     | 2 - 2 (4-5 dtr) | Cruzeiro               | 1 - 0  | 1 - 2   |
| Bragantino       | 3 - 3 (4-5 dtr) | Corinthians            | 1 - 2  | 2 - 1   |

### Quarti di finale
Le partite d'andata dei quarti di finale si sono disputate il 17, 18 e 19 settembre 2024, mentre le partite di ritorno il 24, 25 e 26 settembre 2024.
| Squadra 1        | Totale          | Squadra 2              | Andata | Ritorno |
| ---------------- | --------------- | ---------------------- | ------ | ------- |
| Fortaleza        | 0 - 5           | Corinthians            | 0 - 2  | 0 - 3   |
| Libertad         | 1 - 3           | Cruzeiro               | 0 - 2  | 1 - 1   |
| Lanús            | 1 - 1 (6-5 dtr) | Independiente Medellín | 0 - 0  | 1 - 1   |
| Athl. Paranaense | 2 - 4           | Racing Club            | 1 - 0  | 1 - 4   |

### Semifinali
Le partite d'andata delle semifinali si sono disputate il 23 e 24 ottobre 2024, mentre le partite di ritorno il 30 e 31 ottobre 2024.
| Squadra 1   | Totale | Squadra 2   | Andata | Ritorno |
| ----------- | ------ | ----------- | ------ | ------- |
| Corinthians | 3 - 4  | Racing Club | 2 - 2  | 1 - 2   |
| Cruzeiro    | 2 - 1  | Lanús       | 1 - 1  | 1 - 0   |

### Finale
| Arbitro: | Esteban Ostojich |

|                                                 |           |                |
| Martirena 15’ A. Martínez 20’ R. Martínez 90+5’ | Marcatori | 52’ Kaio Jorge |